# Tampongate
El término «tampongate» es la denominación empleada para referirse a un escándalo surgido en 1993 en el que se vieron involucrados el rey (entonces príncipe) Carlos III del Reino Unido y su entonces amante Camilla Parker Bowles. Este hecho se produjo apenas un mes después de que el entonces príncipe y su esposa, la princesa Diana, anunciasen su separación, habiendo tenido lugar el año anterior otros acontecimientos de gran cobertura mediática, como la separación entre el príncipe Andrés y Sarah Ferguson o la publicación de unas fotografías en las que aparecía Sarah Ferguson en toples mientras un hombre le besaba los pies.

## Historia

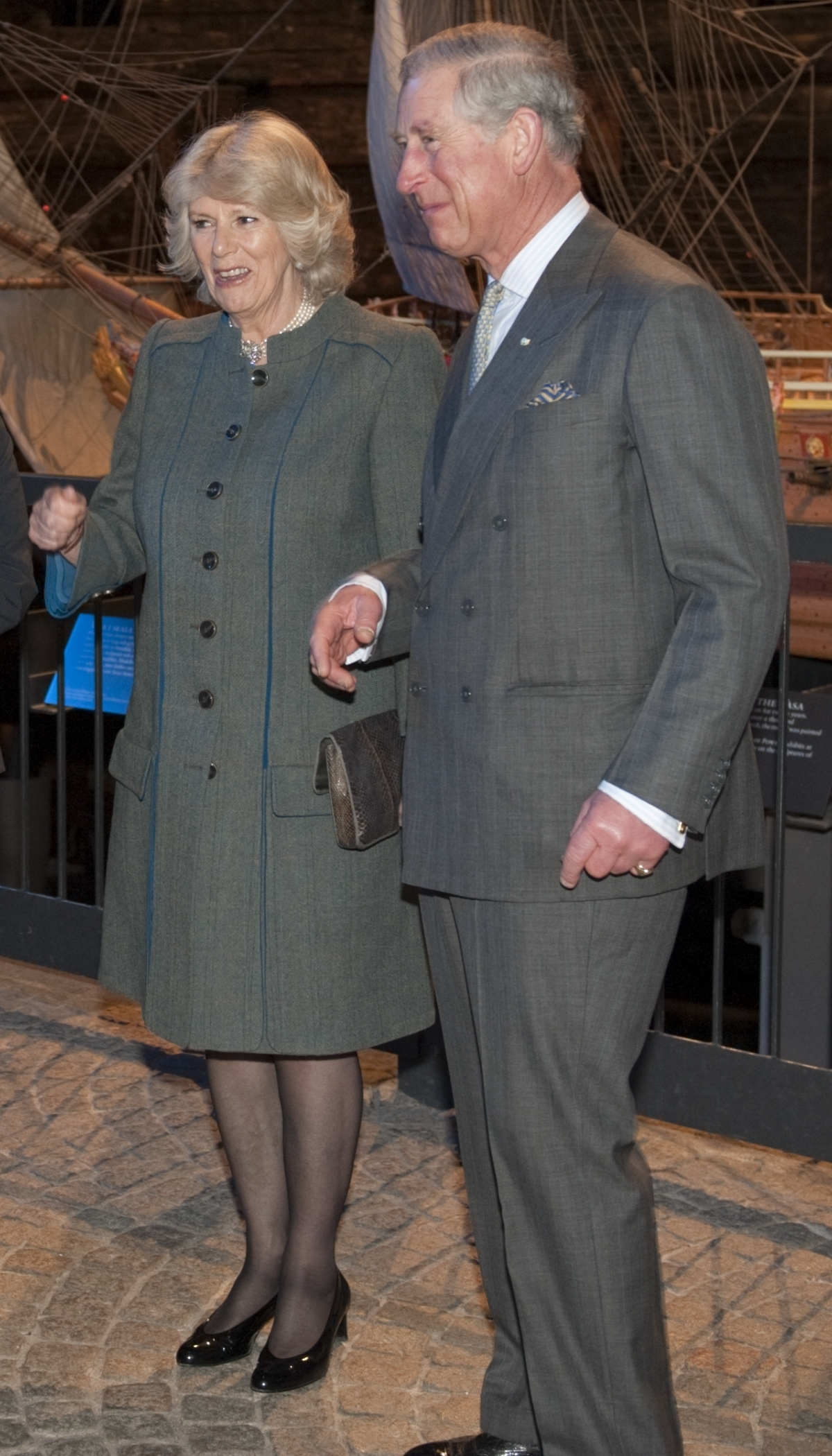
El rey Carlos y la reina Camilla en Estocolmo el 24 de marzo de 2012.

El escándalo, también conocido como «Camillagate» y hecho público por la revista estadounidense People el 17 de enero de 1993 (aunque ya para entonces al menos una revista australiana y un tabloide alemán se habían hecho eco de la noticia),
tuvo su origen en una conversación telefónica de seis minutos de duración entre el príncipe de Gales y su amante (hoy los reyes Carlos y Camilla) registrada la noche del 18 de diciembre de 1989,
mientras Camilla se encontraba en su hogar y Carlos en la casa de campo de un amigo.
En dicha conversación, la cual fue grabada por un radioaficionado que detectó casualmente la llamada usando un dispositivo de escaneo de alta tecnología, Carlos y Camilla bromearon acerca de los deseos del entonces príncipe de que la relación entre ambos fuese aún más íntima:

Carlos: ¡Oh, para! Quiero sentir mi recorrido a lo largo de ti, por toda tú y arriba y abajo y dentro y fuera...
Camilla: ¡Oh!
Carlos:... particularmente dentro y fuera.
Camilla: Oh, eso es justo lo que necesito en este momento.
Carlos: ¿Lo es?
Camilla: Sé que me reviviría. No puedo soportar una noche de domingo sin ti.
Carlos: Oh, Dios.
Camilla: Es como ese programa Start the Week (‘empieza la semana’). No puedo empezar la semana sin ti.
Carlos: ¡Yo te lleno el tanque!
Camilla: ¡Sí, lo haces!
Carlos: Entonces puedes hacer frente.
Camilla: Entonces estoy bien.
Carlos: ¿Qué hay de mí? El problema es que te necesito varias veces por semana.
Camilla: Mmm. Yo también. Te necesito toda la semana. Todo el tiempo.
Carlos: Oh, Dios. Viviré dentro de tus pantalones o algo así. ¡Sería mucho más fácil!
Camilla: ¿En qué te vas a convertir, en un par de bragas? Oh, vas a volver como un par de bragas.
Carlos: O ―Dios no lo quiera― como un tampón. ¡Qué suerte la mía!
Camilla: ¡Eres un completo idiota! Oh, qué maravillosa idea.
Carlos: Qué suerte ser arrojado a un lavabo y seguir y seguir girando para siempre en la parte superior, sin bajar nunca.
Camilla: ¡Oh, cariño!
Carlos: Hasta que llegue el próximo.
Camilla: Tal vez podrías volver como una caja.
Carlos: ¿Qué tipo de caja?
Camilla: Una caja de tampones, para que puedas seguir.

## Recepción
El consenso general fue que el rey Carlos había avergonzado a la familia real. De acuerdo con el guardaespaldas de Diana, Ken Wharfe, en su libro Guarding Diana: Protecting The Princess Around The World: «La reacción fue salvaje. Las figuras del establishment normalmente leales al futuro rey y al país estaban horrorizadas, y algunos cuestionaron la idoneidad del príncipe para gobernar». Wharfe declaró también que la princesa se sintió impactada por el escándalo, el cual calificó en repetidas ocasiones de «enfermizo».
La publicación de la conversación llevó al barón William Rees-Mogg, editor de The Times, a sospechar que el MI5 podía estar detrás del escándalo (poco antes, en un espacio de un mes, habían aparecido otras dos grabaciones de conversaciones telefónicas: una entre la princesa Diana y su amigo James Gilbey, y otra entre el príncipe Andrés y Sarah Ferguson):

Creo que las tres cintas significan que tenía que haber una vigilancia deliberada de la familia real en ese momento. Creo que hay que preguntarse si se hizo como parte del control de seguridad, y si lo que ha sucedido es que la familia real estaba siendo grabada como parte de la operación del MI-5, y, de alguna manera, estas cintas fueron filtradas.